# 연세대학교 축구단
연세대학교 축구단(延世大學校蹴球團, Yonsei University Football Club)은 대한민국 서울특별시에 있는 축구 선수단이다. 연세대학교가 운영하는 대학 축구단이며, 1921년에 창단되었다.
한국 축구사에 큰 족적을 남겼으며 수많은 축구 인재들을 배출해낸 축구단이다. 고려대학교 축구부와 숙명의 라이벌 관계이다.

## 역사

### 창단
연세대학교 공식기록에 의하면 1921년 창단으로 적시하고 있으나 당시 창단식 관련 문서나 행사 사진 등 명확한 증거자료가 남아있는 것은 아니다.
하지만 연세대학교의 전신인 연희전문학교 시절 연희구락부라는 명칭으로 1921년 개최된 전조선축구대회에 참가한 기록이 있으므로늦어도 1921년에는 축구부가 존재했던 것이 확실하다. 하지만 한국대학축구연맹에 나와 있는 축구부 창단일자는 1931년 2월 15일로 되어 있다.

## 우승 기록
- 전국축구선수권대회

● 우승 (2): 1948, 1984
● 준우승 (3): 1949, 1974, 1987
- U리그

● 우승 (2): 2010, 2012
- 전국대학축구선수권대회

● 우승 (6): 1947, 1955, 1969, 1978, 1996, 2002
- 전국대학축구연맹전

## 시즌별 성적
| 시즌 | 대회                                  | 참가 | 경기 | 승 | 무 | 패 | 득 | 실 | 차 | 승점 | 순위 |
| ---- | ------------------------------------- | ---- | ---- | -- | -- | -- | -- | -- | -- | ---- | ---- |
| 1924 | 전조선학생기독청년연합축구대회 전문부 | 5    | 2    | 1  | 0  | 1  | 1  | 1  | 0  |      | 4강  |

## 수상 기록
| 시즌 | 대회                   | 수상   |
| ---- | ---------------------- | ------ |
| 1946 | 전국대학축구선수권대회 | 준우승 |
| 1947 | 전국체육대회           | 우승   |

## 출신 유명 축구인
- 정국진 - 1954년 FIFA 월드컵 출전
- 주영광 - 1954년 FIFA 월드컵 출전
- 장경환 - 1968년 AFC 아시안컵 코치
- 김호곤 (1971학번) - 1972년 AFC 아시안컵 출전
- 허정무 (1974학번) - 1986년 FIFA 월드컵 출전
- 조광래 (1974학번) - 1986년 FIFA 월드컵 출전
- 이장수 (1976학번) - 국가대표 출신의 유명 축구 감독
- 신문선 (1977학번) - 국가대표 출신의 유명 축구 감독
- 장외룡 (1978학번) - 1980년 AFC 아시안컵 출전
- 정해원 (1979학번) - 1990년 FIFA 월드컵 출전
- 변병주 (1980학번) - 1986년 FIFA 월드컵, 1990년 FIFA 월드컵 출전
- 강득수 (1980학번) - 1986년 FIFA 월드컵 출전
- 김봉길 (1985학번) - 국가대표 출신의 유명 축구 감독
- 김현석 (1986학번) - 1996년 K리그 최우수선수상 수상
- 임근재 (1988학번) - 1992 K리그 득점왕 수상, K리그 베스트11
- 강철 (1989학번) - 1992년 하계 올림픽, 2000년 하계 올림픽, 2001년 FIFA 컨페더레이션스컵 출전
- 김도훈 (1989학번) - 1998년 FIFA 월드컵 출전
- 최용수 (1990학번) - 1996년 하계 올림픽, 1998년 FIFA 월드컵, 2002년 FIFA 월드컵 출전
- 서동원 (1994학번) - 2001년 FIFA 컨페더레이션스컵 출전
- 심재원 (1996학번) - 2000년 하계 올림픽 출전
- 송종국 (1997학번) - 2002년 FIFA 월드컵, 2006년 FIFA 월드컵 출전
- 김용대 (1998학번) - 2006년 FIFA 월드컵 출전
- 조병국 (2000학번) - 2004년 하계 올림픽 출전
- 김주영 - (2008학번) 2015년 AFC 아시안컵 출전
- 박종우 - (2008학번) 2012년 하계 올림픽, 2014년 FIFA 월드컵 출전
- 김민우 - (2009학번) 2015년 AFC 아시안컵, 2018년 FIFA 월드컵 출전
- 장현수 (2010학번) - 2018년 FIFA월드컵 출전
- 백성동 (2010학번) - 2012년 하계 올림픽 출전
- 황의조 (2011학번) - 2018년 아시안 게임, 2019년 AFC 아시안컵, 2020년 하계올림픽  출전
- 정승현 (2013학번) - 2018년 FIFA 월드컵, 2019년 AFC 아시안컵 출전
- 김민재(2015학번) - 2018년 아시안 게임
- 최준 (2018학번) - 2019년  FIFA U-20 월드컵 출전

## 참고 문헌
- “스포츠지원포털 등록 현황”. 대한체육회.
- “KFA 통합경기정보 시스템”. 대한축구협회.
- “대한체육회 국내종합경기대회”. 대한체육회.
- 《대한체육회 50년》. 대한체육회. 1970. 2020년 11월 8일에 원본 문서에서 보존된 문서. 2022년 11월 5일에 확인함.
- 《대한체육회 70년사》. 대한체육회. 1990. 2020년 11월 8일에 원본 문서에서 보존된 문서. 2022년 11월 5일에 확인함.
- 《대한체육회 90년사》. 대한체육회. 2011. 2020년 11월 8일에 원본 문서에서 보존된 문서. 2022년 11월 5일에 확인함.
- 대한체육회 100주년 기념사업부 (2020). 《대한민국 체육 100년》. 대한체육회.
- 대한축구협회 (1986). 《韓國蹴球百年史(한국축구백년사)》. 라사라.
- 연세대학교 클래식 베스트 11 - 연세대학교 스포츠 매거진
- 2014 브라질 월드컵 기념 연세대 축구를 빛낸 베스트 11 - 연세대학교 스포츠 매거진

## 같이 보기
- 연세대학교
- 연세대학교 야구단
- 연희전문학교 정구단
- 세브란스연합의학전문학교 야구단
- 세브란스연합의학전문학교 축구단
- 연세대학교 농구부